# 第二東西道路
第二東西道路（だいにとうざいどうろ）は、1964年（昭和39年）に国連地域開発調査団によって提唱された、静岡県から長崎県に至る高速道路。ほとんどが計画中。伊勢湾口道路などの長大トンネル（または橋）を何本か計画していることから、反対論も根強い。

## 第二東西道路の一部とされる高速道路
- 伊勢湾口道路
- 東海南海連絡道
- 紀伊淡路連絡道路
- 大鳴門橋
- 中九州横断道路
- 豊後伊予連絡道路
- 島原天草長島連絡道路